# Алатырское духовное училище
Алатырское духо́вное учи́лище — начальное учебное заведение Русской Православной Церкви, располагавшееся в г. Алатырь Симбирской губернии. С 1990 года — памятник градостроительства и архитектуры.

## История
В 1778 году в Алатыре открылась низшая духовная школа — алатырская «училищная школа». В 1788 году при ней возникла подготовительная «русская школа алатырской гимназии». В 1818 году на их основе открыли уездное и приходское духовные училища. Поначалу здание духовного училища располагалось в начале Троицкой улицы. В 1843 году постройка сгорела.
9 июня 1882 года, в присутствии симбирского епископа Феоктиста (Попов), заложили новое каменное двухэтажное здание для училища с церковью во имя святого апостола и евангелиста Иоанна Богослова. Его строили по проекту симбирского губернского архитектора Воскресенского. В 1889 году открылось каменное здание общежития для учащихся. В пожаре 1905—1906 годов сгорела церковь, пострадало и само здание училища. Его восстановили к 1911 году. Позднее с восточной стороны появилась дополнительная двухэтажная пристройка. Здесь с 1912 года разместилась кафедра Алатырского викариатства Симбирской епархии. Училище содержал Священный Синод с пособием от церквей и причтов города, а также Алатырского, Ардатовского, Карсунского и Курмышского уездов. В нём получали образование мальчики из различных сословий, но преимущественно из семей духовенства. Заведение готовило воспитанников к поступлению в духовную семинарию. При училище находилась библиотека.
Алатырское духовное училище было закрыто в 1918 году, но, несмотря на официальное закрытие, училище продолжало действовать.
В советское время в здании училища размещался производственный корпус завода «Электроприбор».
Постановлением Совета Министров Чувашской АССР № 299 от 23.10.1990 г. здание училища отнесено к памятнику градостроительства и архитектуры.

## Ректоры училища
Первым ректором стал протоиерей Иоанн Миловский

## Известные преподаватели училища
- протоиерей училища П. П. Мещерский[5]
- смотритель училища протоиерей Т. Лавров (на 1918)[5].
- Казанский Валентин Андреевич, помощник смотрителя, надворный советник (на 1900)[7]
- Костюченко Алексей Дмитриевич, смотритель училища, священник
- Покровский Дмитрий Степанович, надзиратель за учениками и студент семинарии
- Руднев Сергей Тимофеевич, учитель, священник
- Сахаровский Алексей Егорович, учитель, надворный советник
- Соколов Иван Александрович, надзиратель и староста семинарии
- Сперанский Алексей Михайлович, учитель, статский советник
- Цедринский Пётр Иванович, учитель, статский советник
- Холуйский Михаил Сергеевич, учитель, статский советник

## Известные выпускники училища
- Гурий (Охотин)
- Данилов Степан Степанович
- Иоанн (Смирнов, Фёдор Иванович)
- Назарий (Андреев)
- Розов Константин Васильевич
- Россейкин Фёдор Михайлович
- Цветков Иван Евменьевич
- Авров Дмитрий Николаевич
- Смирнов Александр Васильевич (богослов)
- Мефодий (Иванов)
- Николай Розов, протоиерей, священномученик[8][9]